# Lucas D'Heere
Lucas d'Heere ou de Heere, parfois Mijnsheeren ou Derus en latin, né à Gand en 1534 et mort à Paris ( ? ) le 29 août 1584, est un peintre, poète et écrivain d'origine flamande.

## Introduction
Ce peintre et poète faisait également des cartons de tapisseries ; à son époque, il était un artiste célèbre et populaire, et un intellectuel aimé de la noblesse, même si ses œuvres littéraires furent ultérieurement dépréciées par la critique,.  Ce rhétoricien était membre de la chambre Jesus metter Balsembloeme (Jésus à la fleur de baume).  
Lucas de Heere avait comme devises T'oudste is tbeste (« Le plus ancien est le meilleur ») et Paeys is goedt (« La paix est bonne »).  Son anagramme était Schade leer u (« L'erreur vous instruit »). Outre sa langue maternelle, le néerlandais, il parlait le latin et le français, langues dans lesquelles il écrivait également.

## Biographie

### 1534-1560: enfance, formation, France
Heere était issu d'une famille noble de peintres et de sculpteurs.  Selon Van Mander, sa mère Anna Smijters était une enlumineuse et son père Jan de Heere, un sculpteur et architecte ; les deux auraient excellé dans leur métier.  C'est de son père qu'il apprit à dessiner.  La concession caroline ayant mis fin à la puissance des guildes de Gand en 1540 et, par conséquent, l'activité artistique dans cette ville étant en stagnation, Heere fut envoyé à Anvers par son père pour parachever sa formation de peintre dans l'atelier de Frans Floris.  Pour le compte de ce dernier, il fit plusieurs cartons de vitraux et de tapisseries, qui passaient pour des œuvres du maître même.  Avec la noblesse d'Anvers, il se familiarisait sans doute chez Floris, dont il apprit comment se comporter dans un milieu élitiste.

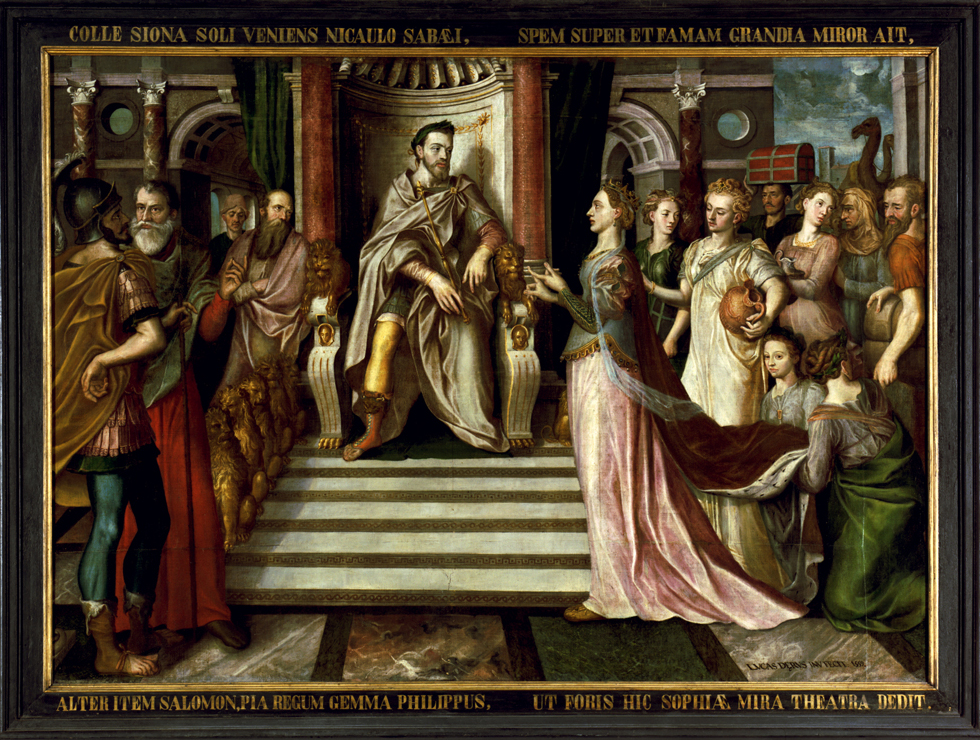
Salomon recevant l'hommage de la reine de Saba de 1559, par Lucas de Heere, cathédrale Saint-Bavon de Gand. Le roi israélite est représenté sous les traits du roi Philippe II.

L'existence de quelques portraits signés HE, dont la datation est controversée, a fait croire à certains auteurs que Heere avait déjà séjourné en Angleterre avant son exil.  Ainsi, en 1554, il aurait peint Marie Tudor à Londres.  Il s'agit apparemment de tableaux de Hans Ewoutsz.  Quoi qu'il en soit, il demeurait aux Pays-Bas, dans sa ville natale, au début de 1556, car ce fut en cette année qu'il écrivit un poème à l'occasion d'un baptême, celui d'un enfant de l'imprimeur Hendrik van den Keere, auquel il aurait assisté comme témoin.  Après l'avoir comparé avec le catéchisme de Heidelberg de 1563 ainsi qu'avec un autre, de confession catholique, publié à Anvers la même année (mais dont une impression antérieure date sans doute de 1558), Rudelsheim a cru que ce poème prouve que, si Heere se faisait passer pour un bon catholique, inconsciemment, il avait déjà adopté des idées réformistes.  Lors de son voyage en France en 1559-1560, il visita Fontainebleau et découvrit la poésie de la Pléiade.  Pour Catherine de Médicis, il dessina des cartons pour des tapisseries,.
En 1559, il peignit Salomon et la reine de Saba, tout en représentant le roi israélite sous les traits de Philippe II, le roi d'Espagne, qui avait assisté, cette année-là, à l'assemblée des États généraux à Gand.

### 1560-1568: Gand, ville catholique (?)
Selon Rudelsheim, son mariage avec Eleonora Carboniers, poétesse et partisane de la Réforme protestante, qui dut se produire peu après son retour de France en 1560, lui fit embrasser la nouvelle religion,.  Eleonora était la fille de Pieter Carboniers, bourgmestre et intendant de la ville de Veere, en Zélande.  Peut-être avait-il fait sa connaissance au château de Sandenburg, où il avait séjourné à l'invitation de son mécène Adolphe de Bourgogne, seigneur de Wakken et haut-bailli de Gand, qui y résidait en sa qualité de vice-amiral des Pays-Bas.  À partir de ce moment, il devint ouvertement partisan du Taciturne, dont il célébrait les victoires dans sa poésie et dans ses tableaux.
Dans les années qui suivirent, il gagna en popularité à Gand en tant que peintre et poète.  Il était membre de la confrérie de Sainte-Barbe au sein de l’église Saint-Jacques, qui était la quatrième chambre de rhétorique, où étaient aussi inscrits les iconoclastes Pieter de Rycke, Louis Hueriblock, Willem Onghena, Claudius Goetghebuer et Willem Rutsemilis.
Il créa des retables pour les églises Saint-Jean et Saint-Pierre.  Il peignit les armoiries des chevaliers de l'ordre de la Toison d'or nommés à l'occasion du chapitre y tenu par le roi Philippe II d'Espagne en juillet 1559.
Malgré les restrictions imposées par la guilde, il ouvrit une école de peinture dans son atelier de la Bennesteeg.  Tant dans son atelier à Gand qu'en exil en Angleterre, il eut des élèves : parmi eux Carel van Mander, Lieven van der Schelden et, sans doute, aussi Marcus Gerards le Jeune. 
En 1564, il fournit plusieurs dessins à Plantin pour l'édition des Emblemata cum aliquot nummis de Johannes Sambucus.

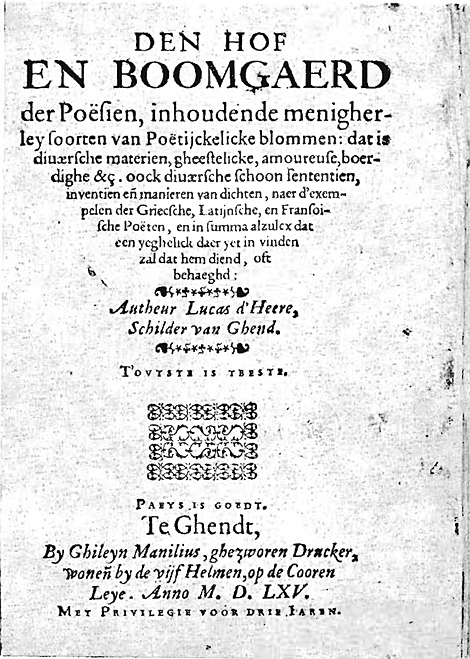
Den Hof en Boomgaerd der Poësien de Lucas de Heere, publié en 1565 à Gand.

De Clément Marot, il traduisit 37 des psaumes en vers néerlandais, ainsi que différents autres poèmes, épigrammes, sonnets et une Epistre au Roy, pour avoir esté derobé.  Les psaumes, qui reçurent l'approbation officielle du doyen et pléban de l'église Sainte-Gudule le 3 octobre 1564,, furent publiés chez Ghileyn Manilius à Gand en 1565.  La portée protestante de ses psaumes et l'influence exercée par ceux-ci sont toujours un sujet de discussion. 
Son principal ouvrage serait Den Hof en Boomgaerd der Poësien, dédié à Adolphe de Bourgogne, où il réunit, en 1565, tous les poèmes qu'il avait composés jusque-là et par lequel il réagit contre la vieille façon de versifier en langue néerlandaise (« den ouden Vlaemschen treyn van dichten »), qu'il considère, dans beaucoup de cas, comme trop rude, inapte et dure (« in veel zaken te ruut, ongheschickt en rouw »).  Heere trouve que trop de poètes se sont aliénés de la poésie, alors qu'ils devraient tenir en plus grande estime leur langue maternelle (« beter reverentie haer moeders tale schuldigh zijn »).  Dans son recueil, il s'exerce dans différentes formes littéraires, telles que l'ode, le sonnet et l'élégie, et il y inclut des lettres d'amour adressées à sa bien-aimée Eleonora.  Comme poète, il reste une figure de transition, à cheval entre le style des rhétoriciens, avec leurs refereynen, et celui d'une époque plus moderne,.  Il essaie d'obtenir une longueur égale de vers et emploie, selon le modèle français, les octosyllabes, les décasyllabes et les alexandrins.  Ses sonnets seraient les premiers publiés en néerlandais.  On a suggéré qu'il avait appris le genre après être entré en contact avec la poésie de Marot et de Ronsard, c'est-à-dire lors de son séjour à la cour de France.  Son Hof en Boomgaerd der Poësien contient, entre autres, une traduction du Temple de Cupido de Clément Marot.  Dans la préface de son ouvrage, l'auteur défend non pas la rhétorique,	 mais les chambres de rhétorique, qu'il voit comme des institutions d'encouragement de l'usage de la langue vernaculaire.
Même s'il était un protestant convaincu, c'est à lui que l'on doit la sauvegarde de plusieurs œuvres d'art, épargnées par les iconoclastes en 1566, dont des tableaux de Frans Floris.

### 1568-1577: en exil en Angleterre

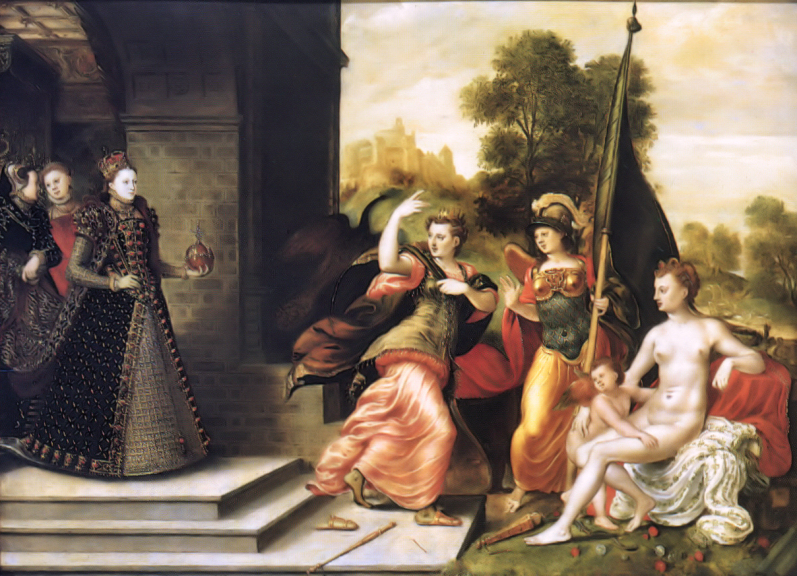
Élisabeth Ire d'Angleterre et les trois déesses, œuvre de 1569, monogrammée de HE, attribuée à Hans Ewoutsz, ainsi qu'à Joris Hoefnagel ou Lucas de Heere.

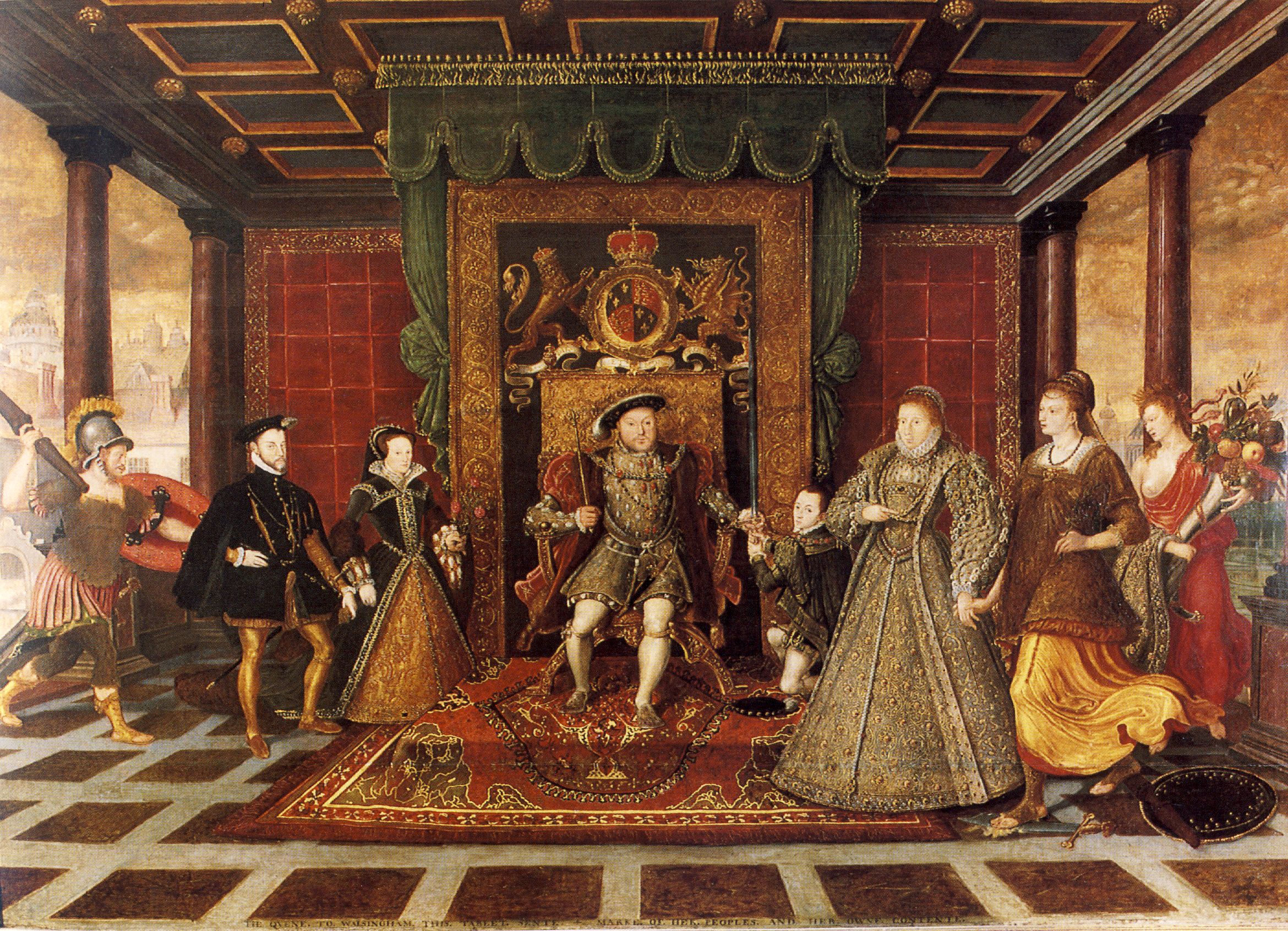
La famille de Henri VIII, vers 1572, huile sur panneau, National Museum and Gallery, Cardiff, pays de Galles (en prêt au château de Sudeley, Gloucestershire), œuvre attribuée à Lucas de Heere.

Pour Heere, l'arrivée du duc d'Albe aux Pays-Bas constituait une raison suffisante pour quitter le pays et pour se réfugier en Angleterre en 1568.  Le bien-fondé de cette décision est suffisamment illustré par la suite des événements : une citation à comparaître le 6 février 1568 lui fut délivrée , suivie de l'expulsion officielle le 27 novembre 1568 et, finalement, de la confiscation de ses biens.
En Angleterre, Heere se trouvait sans relâche dans les hauts lieux et il y reçut des commandes, entre autres de Sir Francis Walsingham.  En 1571, il fut nommé ancien de l'église réformée néerlandaise de la colonie britannique à Austin Friars.  Grâce à ses contacts avec tant d'éminents, il sut attirer l'attention de Guillaume le Taciturne.  Il se lia d'amitié avec Johannes Radermacher, auteur d'une grammaire, et avec Emanuel van Meteren, historien de la révolte des gueux.
De cette période d'exil en Angleterre, on ne retrouve que deux tableaux que l'on peut lui attribuer : il s'agit d'un portrait, daté de 1569, de la reine Élisabeth, représentée au moment où elle quitte son palais, entourée des déesses Junon, Minerve et Vénus,, et une allégorie de la succession des Tudors, représentant Henri VIII d'Angleterre et sa famille. 
Selon Van Mander, à Londres, Heere peignit, pour la galerie de l'amiral Edward Fiennes de Clinton, Earl de Lincoln, une série sur les vêtements et costumes de toutes nations,.  Toujours selon Van Mander, dans ce Theatre  [sic] de tous les peuples, il avait peint le personnage représentant l'Anglais sans vêtements, tout nu, mais équipé de craie et de ciseaux de tailleur, ainsi que de toutes sortes d'étoffes de drap ou de soie à ses pieds, sous le prétexte que l'Anglais changeait si vite de façon de s'habiller qu'il avait jugé utile de le représenter nu mais pourvu de tout le nécessaire pour qu'il pût achever l'œuvre selon son goût.  L'amiral aurait informé la reine d'Angleterre de la plaisanterie du peintre et elle se serait plainte de l'inconstance de sa nation, sujet de moquerie de la part des étrangers.
En 1571, Lucas de Heere plaida en faveur de l'acceptation par la communauté réformée à Londres des Psaumes traduits en néerlandais par Petrus Dathenus d'après le Psautier de Genève.
Tout au long de sa vie, Lucas de Heere écrivit différentes descriptions historiquement pertinentes, comme celle sur son séjour en Angleterre (Beschrijving van de Britsche eilanden, 1574 ou 1575).
En 1576, Marnix de Sainte-Aldegonde dédia deux sonnets à Heere, à qui il envoya également un gobelet d'argent et des essais de versification de psaumes.
En exil en Angleterre, Heere s'occupa sans doute peu de la poésie : pour cette période, on ne connaît de lui qu'un Poème héroïque en l'honneur de Sir Thomas Gresham, composé à l'occasion de la construction de la Bourse de Londres.

### 1577-1584: Gand, ville réformée

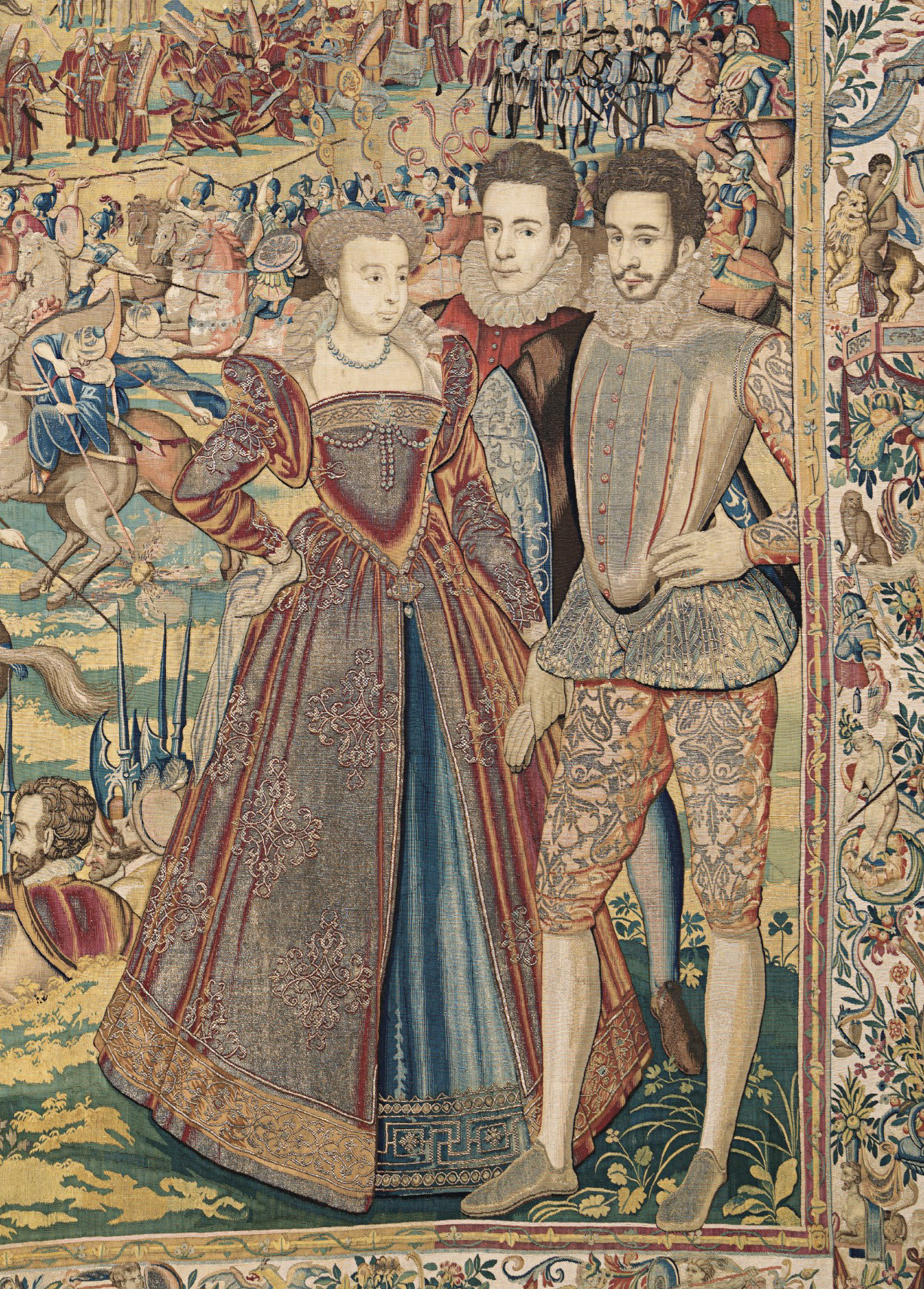
Marguerite de Valois et son frère François sur une des tapisseries de la tenture des Valois (musée des Offices, Florence), dont les cartons (vers 1582) sont attribués en partie à Lucas de Heere.

En 1577, après la pacification de Gand, il retourna à sa ville natale.  En 1578, il fut chargé par le magistrat de Gand d'enlever les ciboires du trésor de l'église de Nevele.  Selon ses contemporains, il aurait mis en vers un poème néerlandais intitulé Boomgaerd der Schilderkonst et il se serait trouvé à la tête des poètes de Gand qui, en 1578, accueillirent, par des poèmes en langue néerlandaise, l'archiduc Matthias d'Autriche comme comte de Flandre. Une description de sa main des festivités fut publiée et il en peignit aussi un tableau, détruit peu après sa mort, lors de la reddition de la ville de Gand aux Espagnols en 1584.  En 1580 fut publié son traité de l'église, traduit du français et du latin d'après Philippe Duplessis-Mornay, écrit en défense de la Réforme protestante et contre l'accusation d'un manque d'unité et de constance.  Le 6 juillet de la même année, il contribua au Liber Amicorum d'Abraham Ortelius par un poème.
Bien qu'il ne se mêlât sans doute jamais de la politique urbaine, il occupa, en 1582, le poste de rekenmeestere, ou vérificateur et auditeur de la Cour des comptes de Gand, et de pensionnaire du prince,.  Aussi prépara-t-il l'arrivée du duc d'Anjou, qui allait devenir comte de Flandre, et la Joyeuse Entrée du prince d'Orange.  Au cours de cette période, il réalisa plusieurs peintures murales pour ce dernier.
Comme numismate et collectionneur d'antiquités, il exposait sa collection dans son cabinet de curiosités, qui comprenait, entre autres, des petits Mercure, trouvés à Velzeke en Flandre, près d'Audenarde, et une chaussure antique, déterrée en Zélande.
Après avoir été chargé par le magistrat de Gand, le 19 septembre 1581, de la préparation de la Joyeuse Entrée, prévue pour le 20 août 1582, du duc d'Anjou comme comte de Flandre, il fit la description de cet événement dans l'Entrée magnifique de monseigneur Francoys, filz de France.  Le manuscrit de cet ouvrage se trouve à Berlin et comprend, outre la dédicace au duc d'Anjou, des illustrations qui ne figurent pas dans les éditions.  La version néerlandaise est également de sa main : De Eerlicke Incomste.  En outre, il serait l'auteur, en tant que peintre, d'une représentation de ce spectacle sous l'aspect d'une allégorie. 
Dans les dernières années de sa vie, il se consacra au dessin des cartons de l'un des chefs-d'œuvre de la tapisserie des Pays-Bas au XVIe siècle : les huit tapisseries de la tenture des Valois au musée des Offices à Florence, dont les cartons auraient été achevés en 1582, l'année où l'on aurait commencé à les tisser.  En outre, il prépara une description de la vie des peintres, non achevée et non retrouvée.
Après la mort du Taciturne et après que la ville de Gand se fut rendue à Alexandre Farnèse, en sa qualité de rekenmeestere, Heere fut taxé de 1 050 livres.  Peut-être trouva-t-il refuge à Paris avant que la ville où se trouvait son berceau passât entre les mains de l'Espagne.  Il serait mort dans cette ville.
Il laissa deux enfants : Jacob et Philippus Lucas.  Son petit-fils Jan Jacobs fonda une secte baptiste.

## Art[46]

### Tableaux

#### Attributions solides
- Vue de Gand, 1554, salle capitulaire de la cathédrale Saint-Bavon de Gand (copie d'après Heere[47] ; tableau transféré à l'université de Gand [48]?).
- Salomon recevant l'hommage de la reine de Saba, 1559 (tableau signé par Heere[11]), chapelle Saint-Yves de la cathédrale Saint-Bavon, Gand.
- Résurrection de Jésus (triptyque attribué à Heere, cathédrale Saint-Bavon, Gand[48].
- Le Jugement dernier (triptyque attribué à Heere, cathédrale Saint-Bavon, Gand[48].
- Saint Jean-Baptiste / Moine de l'ordre de Cîteaux agenouillé, fermés, ces volets d'un triptyque, dont le panneau central manque, représentent au verso une Vanité aux légendes religieuses latines et néerlandaises[49] (entourage de Heere), Musée des beaux-arts de Gand, Gand.
- Crucifixion, 1565[50],[48], église de Saint-Paul, Saint-Paul.
- Les Sept Arts libéraux durant la guerre, vers 1570 (attribué à Heere[48]), galerie Sabauda, Turin.
- Henri VIII d'Angleterre et sa famille, peint pour Walsingham vers 1572 (attribué à Heere[51]), National Museum and Gallery, Cardiff.

#### Attributions douteuses ou rejetées
- La Naissance de Charles Quint, vers 1600 (précédemment daté de 1559 et attribué à Heere[52]), musée de la Bijloke, Gand.
- Les Vierges folles et les Vierges sages (jadis attribué à Heere et actuellement à Ewoutsz[53]), Musée national d'art, Copenhague.
- La Reine Élisabeth Ire d'Angleterre et les Déesses Junon, Pallas et Vénus, 1569 (aussi attribué à Ewoutsz ou Hoefnagel), château de Hampton Court, Grand Londres.

### Dessins, aquarelles et illustrations

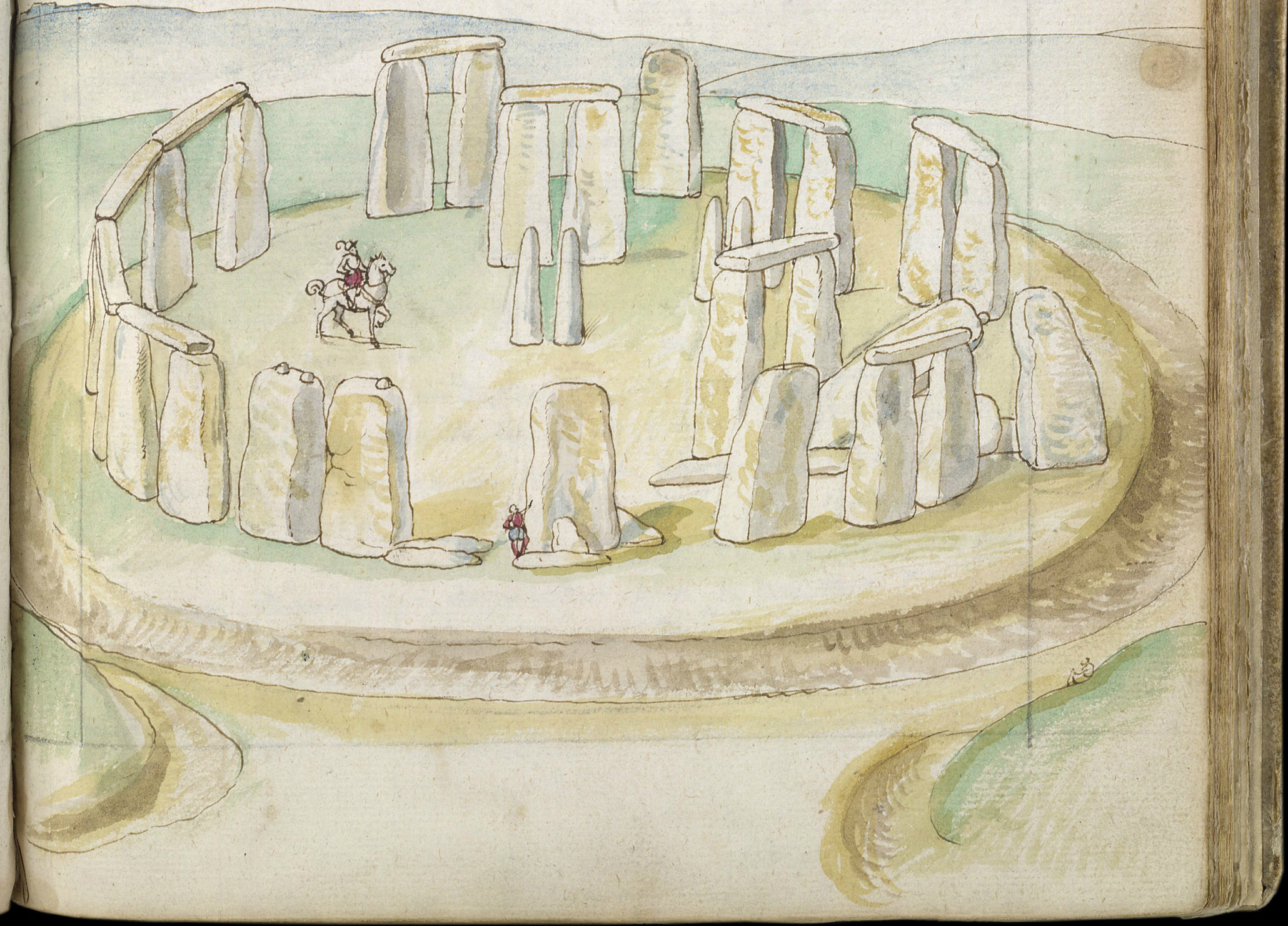
La première représentation réaliste de Stonehenge figure dans la Corte beschryvinghe van England Scotland ende Irland (vers 1567-1577) de Lucas de Heere.

- Esther devant Assuérus (de Lambert van Noort, jadis attribué à Heere[54]), 1558, Musée britannique, Londres.
- Armorial de l'ordre de la Toison d'or (attribué à Heere[48]), Bibliothèque royale de Belgique, Bruxelles.
- Les Vertus théologales, 1564 (dessin signé et daté par Heere[48]), Staatliche Graphische Sammlung, Munich.
- Theatre de tous les peuples et nations de la terre avec leurs habits…  [sic], MS 2466, Bibliothèque de l'université de Gand.
- Dix illustrations pour Corte beschrijvinghe, sa description manuscrite des îles Britanniques, réalisée entre 1567 et 1577, MS 28330, Bibliothèque britannique, Londres[55].
- Sirène entraînant des marins à leur perte (dessin dédié à Joris Hoefnagel et daté de 1576[56]), musée d'État, Amsterdam.
- La ioyeuse  [sic] & magnifique entrée de Monseigneur François de France, manuscrit de la main de Heere, illustré d'aquarelles non reprises dans l'édition de 1582[57], musées d'État / Fondation du patrimoine culturel prussien, Berlin.

### Illustrations gravées
- Illustrations pour les Emblemata, cum aliquot nummis antiqui operis de Johannes Sambucus, Plantin, Anvers, 1564.
- Illustrations pour les Emblemata d'Hadrianus Junius, Plantin, Anvers, 1564-1565.

### Cartons de tapis
- Participation aux cartons des huit tapisseries (vers 1582-1583 ?) commandées par la maison de Valois et conservées au musée des Offices, Florence[58].

## Œuvres littéraires[18]
- (nl) Den Hof ende Boomgaerd der Poësien, inhoudende menigerleij soorten van poëtijckelicke blommen: dat is divaersche materien, gheestelicke amoureuze, boerdeghe, enz. oock divaersche schoon sententien, inventien ende manieren van dichten, naer d'exemplen der Griecsche, Latijnsche ende Fransoisische poëten, ende in summa alzulcx dat een ijeghelick daer ijet in vinden zal dat hem diend oft behaegd, Gand, 1565 (2e impr. à Haarlem, 1614).
- (nl) Psalmen Davids na d'Ebreusche waerheit, ende d'alderbeste exemplairen of translatien, liedekenswijse in dichte ghestelt, sur les airs et selon le schéma métrique des psaumes de Clément Marot, Gand, 1565 (transcription dans la Bibliothèque numérique des lettres néerlandaises).
- (nl) Corte beschryvinghe van England Scotland ende Irland et Corte beschryvinghe van D'enghelandsche gheschiedenissen, 1574 ou 1575 ?
- (nl) Beschrijvinghe van het ghene dat vertoocht wierdt ter incomste van Z. Excellentie des princen van Oraengien binnen de stede van Ghendt, den 29 Decembris 1577, van nieus vermeerdert en verbetert, Gand, 1578.
- (nl) Pasquillus testament, ten zijn fablen noch droomen, deur den paus toegelaten ende ghedruct in Roomen, aen u Nederlants volck, ghesonden voor memorie, u over de Spaengiaerts wenschende eewige victorie, 1579.
- (nl) Tractaet ofte handelinghe van de kercke, daer in gheleerdelick ende treffelick ghedisputeert wordt op alle de bijsonderste questien, die in onse tijden hebben opgheworpen geweest, traduit du français et du latin d'après Philippe Duplessis-Mornay, Anvers, 1580.
- (fr) L'Entrée magnifique de Monseigneur Francoys, Filz de France, Frère unique du roy… Faicte en sa métropolitaine et fameuse ville de Gand, le XXe d'aoust, anno 1582 (version française), Gand, 1582.
- (nl) De Eerlicke Incomste van Onsen ghenadighen ende gheduchten Heere myn Heere Fransoys van Vranckerijcke… in sijne vermaerde Hooft-stadt van Ghendt (version néerlandaise), Gand, 1582.

Un ouvrage important, illustré de nombreuses aquarelles et rédigé en français, traitant des costumes de toutes nations, est conservé en manuscrit dans les archives de la Ville de Gand.
Il semble qu'un ouvrage auquel Van Mander fait allusion soit perdu : Het leven der vermaerde nederlandsche schilders (en français : La Vie des célèbres peintres néerlandais). 